# East Stroudsburg, Pennsylvania
East Stroudsburg là một thị trấn thuộc quận Monroe, tiểu bang Pennsylvania, Hoa Kỳ. Năm 2010, dân số của thị trấn này là 9840 người.